# Церковь Зачатия Анны, что в Углу
Це́рковь Зача́тия А́нны, что в Углу́ — один из старейших православных храмов Москвы, расположенный в Зарядье, на пересечении Китайгородского проезда и Москворецкой набережной.
Принадлежит к Иверскому благочинию Московской епархии Русской православной церкви. Главный престол освящён в честь зачатия праведной Анною Пресвятой Богородицы.
Время строительства существующего храма неизвестно, исследователи указывают даты от 1480 до 1668 года. Своим нынешним обликом обязана реставрации, выполненной в 1950-х годах по проекту архитектора Льва Давида.

## История
Впервые церковь «Зачатиа, что на Востором углу» упоминается в летописи в связи с пожаром 1493 года, когда храм сгорел вместе с большей частью города. Правда, не ясно, какой храм упомянут — каменный или деревянный. Если принять версию Сергея Заграевского о том, что крещатый свод — открытие московских мастеров и первый такого рода памятник — храм Святого Трифона в Напрудном, то церковь Зачатия Анны является уникальным шедевром, стоящим в этом ряду и датировать существующий храм нужно 1480-ми годами. При пожаре 1547 года храм пострадал, затем был восстановлен. По мнению Андрея Баталова самое раннее возможное начало строительства каменной церкви — после этого пожара. Впервые как каменная постройка храм указан в Переписной книге 1626 года. В летописях храм именовали: «что на Востром конце» (1493), «что за Соляным рядом» (1622), «что у городовой стены в углу» (1657), «что в Китай-городе на Берегу» (1677) и, наконец, «что в Китае в Углу» с указанием близости крепостных стен и угловой башни Китай-города (не сохранились).
Южный придел храма — в честь великомученика Мины Котуанского (возведён в первой четверти XVII века, возможно, по заказу князя Дмитрия Пожарского в честь освобождения столицы от польских и литовских захватчиков). Придел получил имя великомученика, в день памяти которого, 11 ноября, в 1480 году войска Большой Орды ушли от реки Угры.
Северный придел храма — в честь великомученицы Екатерины (построен в 1658—1668 годах). Существует предположение, что появился он в связи с рождением у царя Алексея Михайловича дочери по имени Екатерина. В 1658—1668 годах была построена галерея-паперть (гульбище) вокруг храма.
Обновление храма происходило в 1752 году (на средства купчихи Замятиной) и в XIX веке. К середине XIX века в церкви появились приделы Девяти мучеников Кизических, мучеников Виктора и Викентия.
В церкви хранился рукописный сборник (до настоящего времени не дошёл), в котором содержался рассказ о том, что Иван Грозный после пожара 1547 года послал в храм чудотворный образ Божией Матери.
В храме Василия Блаженного находится колокол весом 30 пудов, снятый с колокольни XIX века при церкви Зачатия Анны, разобранной во время реставрации 1954—1957 годов. Колокол был отлит во Франции в 1547 году и приобретён купцом «Иваном Григорьевым сыном Твердиковым» «по своих родителех». В Смутное время колокол был вывезен из церкви; позднее выкуплен и возвращён в храм князем Димитрием Пожарским.
В 1920-х годах (по другим данным — в 1929 году) храм был закрыт и осквернён, но оставался под охраной государства как памятник истории. Затем в здании располагались конторские и туристические учреждения. Убранство внутренней части храма было безвозвратно утрачено.
В 1947—1948 годах сооружение обследовал архитектор Александр Фуфаев, который свёл результаты своих изысканий в графическую реконструкцию. Некоторые из положений реконструкции Фуфаева были признаны ошибочными в ходе реставрации, последовавшей в 1954—1957 годах.
В 1994 году храм был возвращён Русской православной церкви и освящён в том же году.
Из-за сноса гостиницы «Россия» и последовавшего строительства парка «Зарядье» богослужения в храме временно не проводились. После открытия «Зарядья» храм некоторое время стоял закрытым. По состоянию на 2024 год, церковь открыта, проводятся службы.
Священники:
- Александр Васильев Красовский - с 1812[13]

## Архитектура
Церковь Зачатия Анны — бесстолпный храм с крещатым сводом. Основной объём, почти квадратный в плане, установлен на подклете. С востока расположена полукруглая алтарная апсида, перекрытая полукруглым же сводом. Гладкий цоколь из белого камня занимает всю надземную часть подклета и обведён горизонтальной тягой. Фасады (за исключением апсиды), что характерно для построек той эпохи, разделены на три части лопатками и увенчаны трифолиями, отделёнными горизонтальным поясом. Стены сложены из известняка мячковского типа (подклет, храм до пояса; внутри известняком стены выведены до пят свода) и маломерного кирпича (пояс храма, стены выше пояса, карниз апсиды, трифолии) на известковом растворе. Толщина стен — 108—127 см у храма и 105 см у алтарной апсиды.
Ленточный фундамент основного объёма и апсиды — из бутового камня на известковом растворе. Заложен на глубину 2,6 м от древней дневной поверхности.
Массивный барабан, венчающий основной объём, изначально не имел окон и был украшен снаружи нишами, которые обрамляют узкие пилястры с декоративными ложными арками, придающие сооружению стройность. Четыре окна в барабане, ориентированные по сторонам света, были пробиты позднее. С равной вероятностью, барабан мог быть как открыт внутрь помещения, так и отделён от него, возможно, деревянной конструкцией. Его основание декорировано десятью (вместо обычных восьми) кокошниками. Верхняя часть карниза барабана была утрачена при строительстве в XVII веке луковичной главы.
Изначально храм был покрыт чёрнолощёной черепицей со стрельчатыми окончаниями. Остатки первоначального покрытия были обнаружены над юго-западным углом храма во время реставрации. Последнее по времени создания покрытие церкви (на момент реставрации середины 1950-х годов) — четырёхскатная кровля.
Придел Мины, возведённый в начале XVII века, тоже имеет крещатый свод и узкий глухой барабан с ложными окнами.
Как отмечает Лев Давид, расположение церкви было чрезвычайно выигрышным: здание возвышалось над Великой улицей, и из-под арки Косьмодемьянских ворот, на входе в Китай-город, вид на храм открывался на фоне панорамы Московского Кремля.

## Реставрация
В 1954—1957 годах храм был изучен и отреставрирован (натурные исследования и проект реставрации Льва Давида совместно с Борисом Альтшуллером и Сергеем Подъяпольским). Целью реставрационных работ было удаление позднейших наслоений памятника (начиная с XVIII века) и восстановление форм архитектуры XVI века. Приделы святого Мины, святой Екатерины и гульбище, появившиеся в XVII веке, были признаны имеющими «историческое и историко-архитектурное значение», их создатели, по мнению реставраторов, достигли «определённого композиционного равновесия и гармонии» с основным древним ядром храма. Эти позднейшие постройки были сохранены.
Как большую удачу реставрационных работ Давид отметил обнаружение и восстановление первоначальных порталов, считавшихся утраченными. Храму были возвращены три перспективных портала с килевидными завершениями — того типа, который является «классическим для раннемосковской архитектуры». В то же время не было обнаружено никаких следов гульбищ или лестниц, которые должны были бы вести к этим порталам.
При исследовании древнего покрытия церкви над её юго-западным углом было обнаружено основание южного столба старой звонницы, располагавшейся диагонально. Вопрос о её композиции остаётся открытым.
Во время реставрации была снесена колокольня, построенная в середине XIX века.